# 1904年セントルイスオリンピックのオーストラリア選手団
1904年セントルイスオリンピックのオーストラリア選手団（1904ねんセントルイスオリンピックのオーストラリアせんしゅだん）は、1904年7月1日から11月23日にかけてアメリカ合衆国のミズーリ州セントルイスで開催された1904年セントルイスオリンピックのオーストラリア選手団、およびその競技結果。

## 概要
今大会はコーリー・ガードナー（Corrie Gardner）とレスリー・マクファーソン（Leslie McPherson）の2名が陸上競技に参加した。ガードナーは110mハードルで6位、走り幅跳びで9位に終わった。マクファーソンは110mハードル、400mハードルと走り幅跳びにエントリーしていたがいずれも開始前に棄権した。ただ、この大会にはオーストラリア出身でアメリカに移住したフランシス・ゲイリーも参加しており、ゲイリーは競泳競技の220ヤード自由形、440ヤード自由形、880ヤード自由形で銀メダル、1マイル自由形で銅メダルを獲得した。かつての国際オリンピック委員会公式記録上でのフランシス・ゲイリーの扱いはアメリカ人であり、ゲイリーが獲得したメダルはオーストラリアではなくアメリカとなっていたが、後にオーストラリアが獲得したメダルと修正された。

## メダル
| メダル | 選手名               | 競技 | 種目                |
| ------ | -------------------- | ---- | ------------------- |
| 銀     | フランシス・ゲイリー | 競泳 | 男子220ヤード自由形 |
| 銀     | フランシス・ゲイリー | 競泳 | 男子440ヤード自由形 |
| 銀     | フランシス・ゲイリー | 競泳 | 男子880ヤード自由形 |
| 銅     | フランシス・ゲイリー | 競泳 | 男子1マイル自由形   |